# 陈元康
陈元康（488年—549年），字长猷，冀州广宗（河北威县）人。高欢家族的重要幕僚。

## 生平
北魏年间参加李崇的军队，后担任司徒记室。高欢的丞相主薄孙搴醉死，陈元康受高季式推荐，出任大丞相机要，主管机要。高歡臨行時，留元康在後，在馬上有所號令九十餘條，元康屈指數之，全部都能記憶。随即得到高欢的充分信任。邙山之战，东魏获胜，陈元康力主追击，未被采纳，错失击溃西魏的大好时机。
高欢死后，侯景叛乱，陈元康推荐慕容绍宗率军平叛。东魏武定七年（549年）八月，高澄召集重要幕僚密谋篡夺皇位事宜，家奴兰京突然发难，陈元康为保护高澄受了重伤，立即手书绝笔信与母亲，並口述若干重要事宜后於当晚逝世。

## 殊賞賜妻
北齐郭琼因罪被杀，他的儿媳妇是范阳卢道虔的女儿，被没收入官府，高欢将卢氏赐给陈元康为妻，陈元康出身微贱，当时的人认为这是丰厚的赏赐。

## 延伸阅读
[在维基数据编辑]
 《北齊書·卷24》，出自李百药《北齊書》
 《北史·卷055》，出自李延壽《北史》